# 21745 Шадфан
21745 Шадфан (21745 Shadfan) — астероїд головного поясу, відкритий 9 вересня 1999 року.
Тіссеранів параметр щодо Юпітера — 3,403.